# 行李提領處

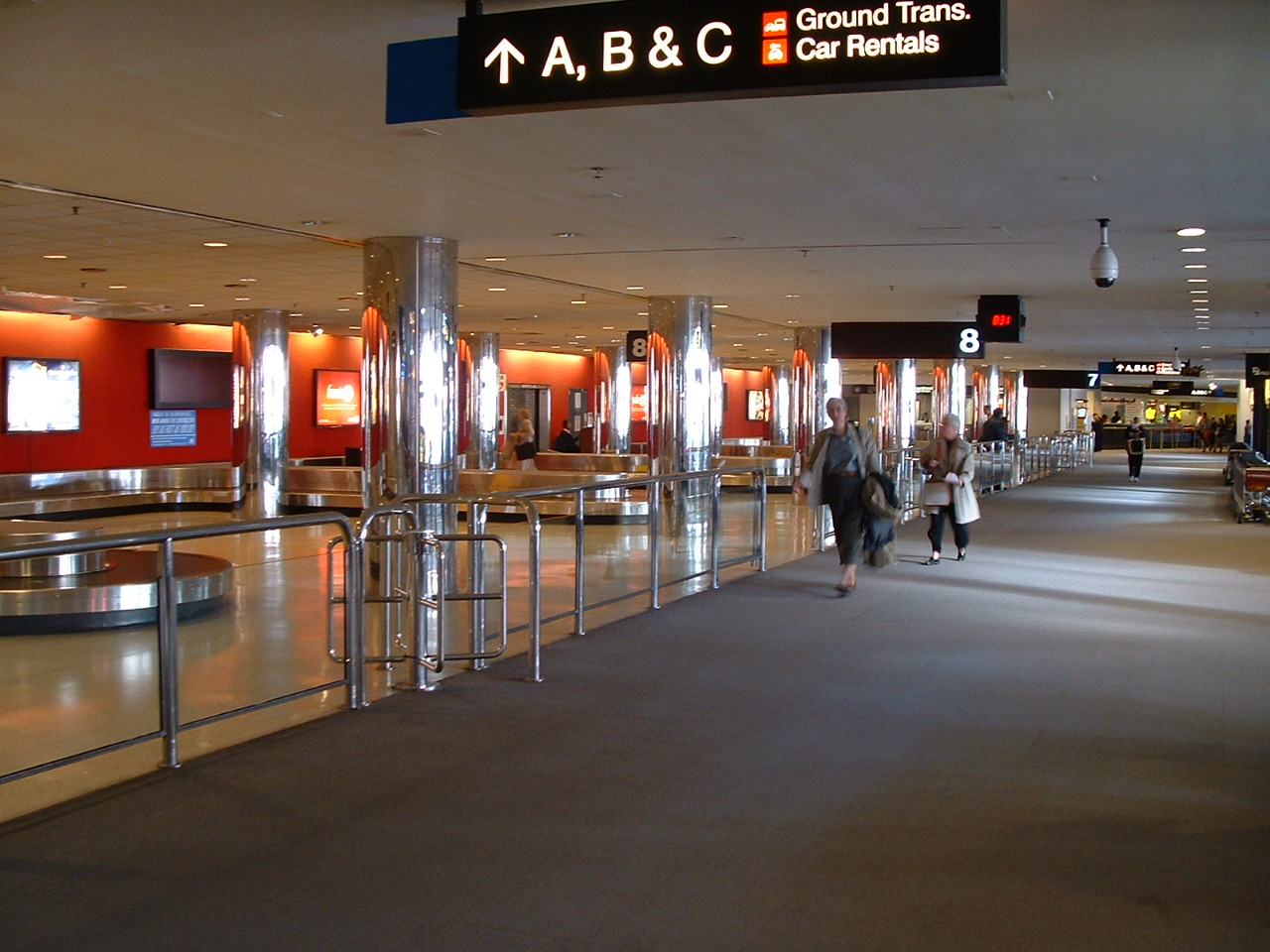
巴爾的摩/華盛頓瑟古德·馬歇爾國際機場的行李提領處

行李提領處是機場航廈內的特別區域，供搭乘飛機入境的乘客提領托運的行李。行李提領處一般設有行李轉盤或輸送系統，承載行李供旅客領取；周邊大多也設有航空公司的顧客服務櫃台，供旅客領取大件行李或行李報失。
某些機場會要求旅客出示行李條收據，才能提領其托運行李。這樣的措施有兩個目的：一是減低行李遭竊的機率，二是避免旅客錯拿他人行李。
國際機場的行李提領處一般都設置在管制區內，介於證照查驗和海關檢查之間，因此旅客下機後需辦理入境手續，此時海關人員會以X光機同步檢查托運行李，檢查後才輸送到行李提領處供旅客提領行李，再通過海關檢查或抽驗托運行李及隨身行李。在美國和加拿大以及部分亞洲的機場，所有國際航班入境的旅客如要轉接國內線班機，可直接在行李提領處旁的服務櫃台再次托運行李（因為許多國家要求國際線轉國內線的旅客必須提領行李）；至於在其他的國家，除非航空公司不提供行李直送到目的地的服務，否則轉機的旅客可不必領取行李。行李提領處的位置會依機場而異；國內線的行李提領處可能會設在國際航線旁或與國際航線提領處共用，有時直接設在公共開放區域和機場出口。